# 吉住新神明社
吉住新神明社（よしずみしんしんめいしゃ）は、富山県高岡市戸出吉住新にある神社である。

## 祭神
- 天照皇大神

粘土で作られた土像を神体とするが、その土像は阿弥陀如来であったともいわれている。

## 由緒
由緒は不詳とされているが、字吉住新はかつて吉住新村といい、吉住村（現字吉住）の作兵衛らにより開拓され、寛文7年（1667年）に吉住村から別れて立村されたというので、神社の創建もその頃と考えられる。ちなみに、鎮座地の旧字名は桑木原311番地である。